# .mo
.mo ist die länderspezifische Top-Level-Domain (ccTLD) von Macau. Sie wurde am 17. September 1992 eingeführt und zunächst durch die Universität von Macau verwaltet. Seit März 2011 ist DotAsia für die Adresse zuständig, das auch die generische TLD .asia betreibt.